# Wiesław Podobas
Wiesław Jerzy Podobas (nascido em 20 de maio de 1936) é um ex-ciclista de estrada polonês. Venceu a edição de 1959 da Volta à Polónia. É casado com Barbara. O casal vive em Varsóvia e tem três filhos, Tadeusz, Piotr e Grzegorz.